# Дамер — Чудовиште: Прича о Џефрију Дамеру
Дамер — Чудовиште: Прича о Џефрију Дамеру (енгл. Dahmer – Monster: The Jeffrey Dahmer Story) прва је сезона америчке серије Чудовиште коју су створили Рајан Марфи и Ијан Бренан за Netflix. Приказана је 21. септембра 2022. Прати убиства озлоглашеног серијског убице Џефрија Дамера (Еван Питерс), а испричана је из угла његових жртава.
Друга сезона, Чудовишта: Прича о Лајлу и Ерику Менендезу (2024), прати случај браће Менендез. Друга сезона је приказана 19. септембра 2024.

## Радња
Током више од десет година, осуђени убица Џефри Дамер убио је 17 тинејџера и млађих мушкараца. Међутим, јавности није познато како је тако дуго успевао да избегне хапшење.

## Улоге

### Главне
| Глумац         | Улога           |
| -------------- | --------------- |
| Еван Питерс    | Џефри Дамер     |
| Ричард Џенкинс | Лајонел Дамер   |
| Моли Рингволд  | Шари Дамер      |
| Мајкл Лирнед   | Кетрин Дамер    |
| Ниси Неш       | Гленда Кливланд |

### Споредне
| Глумац             | Улога                |
| ------------------ | -------------------- |
| Мајкл Бич          | Денис Мерфи          |
| Брендон Блек       | Дин Вон              |
| Шон Браун          | Трејси Едвардс       |
| Колби Френч        | Патрик Кенеди        |
| Мак Брант          | Роберт Раут          |
| Грант Харви        | Ролф Мјулер          |
| Метју Алан         | Џозеф Габриш         |
| Скот Мајкл Морган  | Џон Балцерзак        |
| Џош Братен         | млади Лајонел Дамер  |
| Савана Браун       | млада Џојс Дамер     |
| Ник Фишер          | млади Џефри Дамер    |
| Пенелопи Ен Милер  | Џојс Дамер           |
| Винс Хил Бедфорд   | Стивен Туоми         |
| Блејк Купер Грифин | Чарлс                |
| Дилон Бернсајд     | Роналд Флауерс       |
| Мет Кордова        | детектив Раус        |
| Родни Берфорд      | Тони Хјуз            |
| Карен Малина Вајт  | Ширли Хјуз           |
| Колин Форд         | Чаз                  |
| Киран Тамондонг    | Конерак Синтасомфоне |
| Брејден Манијаго   | Сомсак Синтасомфоне  |

## Епизоде
| Бр. еп. (укупно) | Бр. еп. (у сезони) | Наслов                  | Редитељ       | Сценариста                                            | Премијера           |
| ---------------- | ------------------ | ----------------------- | ------------- | ----------------------------------------------------- | ------------------- |
| 1                | 1                  | Покварено месо          | Карл Френклин | Рајан Марфи и Ијан Бренан                             | 21. септембар 2022. |
| 2                | 2                  | Молим те, не иди        | Клемент Вирго | Рајан Марфи и Ијан Бренан                             | 21. септембар 2022. |
| 3                | 3                  | Типични Дамер           | Клемент Вирго | Рајан Марфи и Ијан Бренан                             | 21. септембар 2022. |
| 4                | 4                  | Кутија за доброг дечка  | Џенифер Линч  | Рајан Марфи и Ијан Бренан                             | 21. септембар 2022. |
| 5                | 5                  | Закрвављене руке        | Џенифер Линч  | Ијан Бренан                                           | 21. септембар 2022. |
| 6                | 6                  | Утихнут                 | Парис Баркли  | Дејвид Макмилан и Џенет Мок                           | 21. септембар 2022. |
| 7                | 7                  | Касандра                | Џенифер Линч  | Ијан Бренан, Џенет Мок и Дејвид Макмилан              | 21. септембар 2022. |
| 8                | 8                  | Лајонел                 | Грег Араки    | Ијан Бренан и Дејвид Макмилан                         | 21. септембар 2022. |
| 9                | 9                  | Бабарога                | Џенифер Линч  | Ијан Бренан, Дејвид Макмилан и Рајли Смит             | 21. септембар 2022. |
| 10               | 10                 | Бог опроста, бог освете | Парис Баркли  | Ијан Бренан, Дејвид Макмилан, Рајли Смит и Тод Кубрак | 21. септембар 2022. |